# Aïn El Hadid
Aïn El Hadid (în arabă عين الحديد) este o comună din provincia Tiaret, Algeria.
Populația comunei este de 15.482 de locuitori (2008).